# Uppsala län
Uppsala län är ett av Sveriges län, beläget i östra Svealand, vars residensstad är Uppsala. Uppsala läns valkrets utgör valkrets vid riksdagsval i Sverige. Länsbokstav är C.
Sedan 20 april 2023 är Stefan Attefall länets landshövding.

## Historia
Länet bildades 1641 ur Upplands län, återgick dit 1649–1652 och 1655 för att slutgiltigt vara ett eget län från 1714. 
År 1971 överfördes nuvarande Knivsta kommun samt dåvarande Östhammars kommun hit från Stockholms län. Vid samma tidpunkt överfördes Upplands-Bro kommun till Stockholms län från Uppsala län. Knivsta kommun nybildades 2003 genom en utbrytning ur Uppsala kommun av det området som före sammanslagningen 1971 utgjort Knivsta landskommun.
Den 22 september 2005 beslutade riksdagen att överföra Heby kommun i Västmanlands län till Uppsala län. Ändringen trädde i kraft den 1 januari 2007.

## Geografi
Länet omfattar de västra och norra delarna av landskapet Uppland, samt ön Jörsön i Söderfors socken och den sydöstra delen av ön Tjuvholmen med mindre omkringliggande områden i Nora socken vilka ligger i Gästrikland. Det gränsar mot Stockholms, Södermanlands, Västmanlands och Gävleborgs län. Uppsala län delar dessutom en extremt kort landgräns med Finland, en liten ö kallad Märket. Länet har drygt 400 000 invånare (2022). Det har från och med 2007 en yta på 8 209 kvadratkilometer.

## Styre och politik

### Administrativ indelning

#### Kommuner

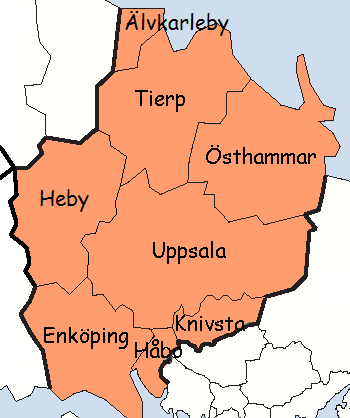
Karta över Uppsala län.

- Enköpings kommun
- Heby kommun
- Håbo kommun
- Knivsta kommun
- Tierps kommun
- Uppsala kommun
- Älvkarleby kommun
- Östhammars kommun

### Politik

#### Politiska majoriteter i Uppsala län
| Region         | Politiskt styre | Politiskt styre | Politiskt styre | Politiskt styre | Politiskt styre | Politiskt styre | Politiskt styre | Antal mandat          | Källa |
| Region Uppsala |                 |                 |                 |                 | M+KD+C+L        | M+KD+C+L        | M+KD+C+L        | 39 av 101 (minoritet) | [ 2 ] |

| Kommun     | Politiskt styre | Politiskt styre | Politiskt styre | Politiskt styre | Politiskt styre | Politiskt styre | Politiskt styre | Antal mandat         | Källa  |
| Enköping   |                 |                 |                 |                 |                 |                 | M+NE+C+KD+MP+L  | 26 av 51             | [ 3 ]  |
| Heby       |                 |                 | C+S             | C+S             | C+S             | C+S             | C+S             | 18 av 41 (minoritet) | [ 4 ]  |
| Håbo       |                 |                 |                 | M+C+KD          | M+C+KD          | M+C+KD          | M+C+KD          | 13 av 41 (minoritet) | [ 5 ]  |
| Knivsta    |                 |                 | KNU+KD          | KNU+KD          | KNU+KD          | KNU+KD          | KNU+KD          | 12 av 31 (minoritet) | [ 6 ]  |
| Tierp      |                 |                 |                 |                 | C+M+KD+L        | C+M+KD+L        | C+M+KD+L        | 18 av 49 (minoritet) | [ 7 ]  |
| Uppsala    |                 |                 |                 | S+V+MP          | S+V+MP          | S+V+MP          | S+V+MP          | 39 av 81 (minoritet) | [ 8 ]  |
| Älvkarleby |                 |                 |                 |                 |                 | S+V+KV+C+MP     | S+V+KV+C+MP     | 17 av 31             | [ 9 ]  |
| Östhammar  |                 |                 |                 |                 | M+SD+KD+Boa     | M+SD+KD+Boa     | M+SD+KD+Boa     | 27 av 49             | [ 10 ] |

## Befolkning

### Demografi

#### Tätorter
De största tätorterna i länet enligt SCB.
Residensstaden är i fet stil.
| Nr | Tätort    | Kommun            | Folkmängd (31 december 2018) |
| -- | --------- | ----------------- | ---------------------------- |
| 1  | Uppsala   | Uppsala kommun    | 160 462                      |
| 2  | Enköping  | Enköpings kommun  | 23 402                       |
| 3  | Bålsta    | Håbo kommun       | 13 417                       |
| 4  | Sävja     | Uppsala kommun    | 9 691                        |
| 5  | Knivsta   | Knivsta kommun    | 8 211                        |
| 6  | Skutskär  | Älvkarleby kommun | 6 446                        |
| 7  | Storvreta | Uppsala kommun    | 6 281                        |
| 8  | Tierp     | Tierps kommun     | 6 137                        |
| 9  | Östhammar | Östhammars kommun | 4 906                        |
| 10 | Alsike    | Knivsta kommun    | 4 309                        |

#### Befolkningsutveckling
| Befolkningsutvecklingen i Uppsala län 1970–2024                                  | Befolkningsutvecklingen i Uppsala län 1970–2024 | Befolkningsutvecklingen i Uppsala län 1970–2024 | Befolkningsutvecklingen i Uppsala län 1970–2024 | Befolkningsutvecklingen i Uppsala län 1970–2024 |
| -------------------------------------------------------------------------------- | ----------------------------------------------- | ----------------------------------------------- | ----------------------------------------------- | ----------------------------------------------- |
|                                                                                  |                                                 |                                                 |                                                 |                                                 |
| År                                                                               |                                                 |                                                 | Invånare                                        |                                                 |
| 1970                                                                             | 1970                                            |                                                 | 217 740                                         | 217 740                                         |
| 1975                                                                             | 1975                                            |                                                 | 230 028                                         | 230 028                                         |
| 1980                                                                             | 1980                                            |                                                 | 243 585                                         | 243 585                                         |
| 1985                                                                             | 1985                                            |                                                 | 251 852                                         | 251 852                                         |
| 1990                                                                             | 1990                                            |                                                 | 268 835                                         | 268 835                                         |
| 1995                                                                             | 1995                                            |                                                 | 288 475                                         | 288 475                                         |
| 2000                                                                             | 2000                                            |                                                 | 294 296                                         | 294 296                                         |
| 2005                                                                             | 2005                                            |                                                 | 304 367                                         | 304 367                                         |
| 2010                                                                             | 2010                                            |                                                 | 335 882                                         | 335 882                                         |
| 2015                                                                             | 2015                                            |                                                 | 354 164                                         | 354 164                                         |
| 2020                                                                             | 2020                                            |                                                 | 388 394                                         | 388 394                                         |
| 2024                                                                             | 2024                                            |                                                 | 407 912                                         | 407 912                                         |
| Källa SCB - Folkmängd efter region och år. Heby kommun ingår i länet sedan 2007. |                                                 |                                                 |                                                 |                                                 |

## Kultur

### Traditioner

#### Kultursymboler och viktiga personligheter
Länsvapnet
Blasonering: I rött fält ett riksäpple av guld.
Vapnet, som är identiskt med landskapsvapnet för Uppland, fastställdes som länsvapen 1939. Det hade då redan länge brukats av länsstyrelsen, trots att landskapets och länets områden skiljer sig åt.
När vapnet är krönt med en kunglig krona representerar det Länsstyrelsen.